# زهنغ لين
زهنغ لين هو خطاط وسياسي صيني، ولد في 1908، وتوفي في 1987. نشط حزبياً في الحزب الشيوعي الصيني. وقد انتخب عضو دائم في اللجنة الوطنية للمؤتمر الاستشاري السياسي للشعب الصيني ‏ خلال فترته النيابية ‏ وانتخب عضو مجلس الشعب الصيني ‏ خلال فترته النيابية وانتخب عضو اللجنة الوطنية لجمهورية الصين الشعبية ‏ خلال فترته النيابية ‏.